# Djony Mendes
Djony Mendes (Florianópolis, 7 de Junho de 1985) é um goleiro brasileiro de futsal.
Jogou no Santos Futebol Clube na vitoriosa campanha de 2011, e no Umuarama Futsal em 2012, sendo também jogador da Seleção Brasileira. Em 2013, jogou pelo CSM Futsal, de Jaraguá do Sul, Santa Catarina, e em 2014 e 2015 defendeu a Krona Futsal, onde ganhou o Campeonato Catarinense de Futsal de 2014. Atualmente defende o Associação Desportiva Brasil Futuro. No Pato Futsal foi bicampeão da LNF (2018-2019) e tendo sido eleito melhor jogador do torneio em 2019.
Foi fundamental na conquista do Grand Prix de Futsal de 2013, onde defendeu um pênalti na Final durante as penalidades diante a seleção da Russia. Destaca-se por ter facilidade no jogo com pés, tendo bom passe e potente chute. Foi convocado para a Copa do Mundo de Futsal de 2021. 

## Títulos
- Campeão Catarinense 2007
- Campeão JASC 2009
- Campeão Copa Gramado 2011
- Campeão Liga Nacional de Futsal 2011
- Campeão Catarinense 2014
- Campeão da Taça Brasil de Futsal de 2018
- Campeão da Liga Nacional de Futsal de 2018
- Campeão da Liga Nacional de Futsal de 2019 (Melhor jogador do torneio)

### Seleção Brasileira
- Torneio da China 2011
- Campeão Grand Prix de Futsal 2011
- Campeão Copa América de Futsal 2011
- Campeão Torneio do Vietnã 2013
- Campeão Grand Prix de Futsal 2013
- Campeão Jogos Sulamericanos (ODESUR) 2014
- Campeão Grand Prix de Futsal 2014